# Krodo

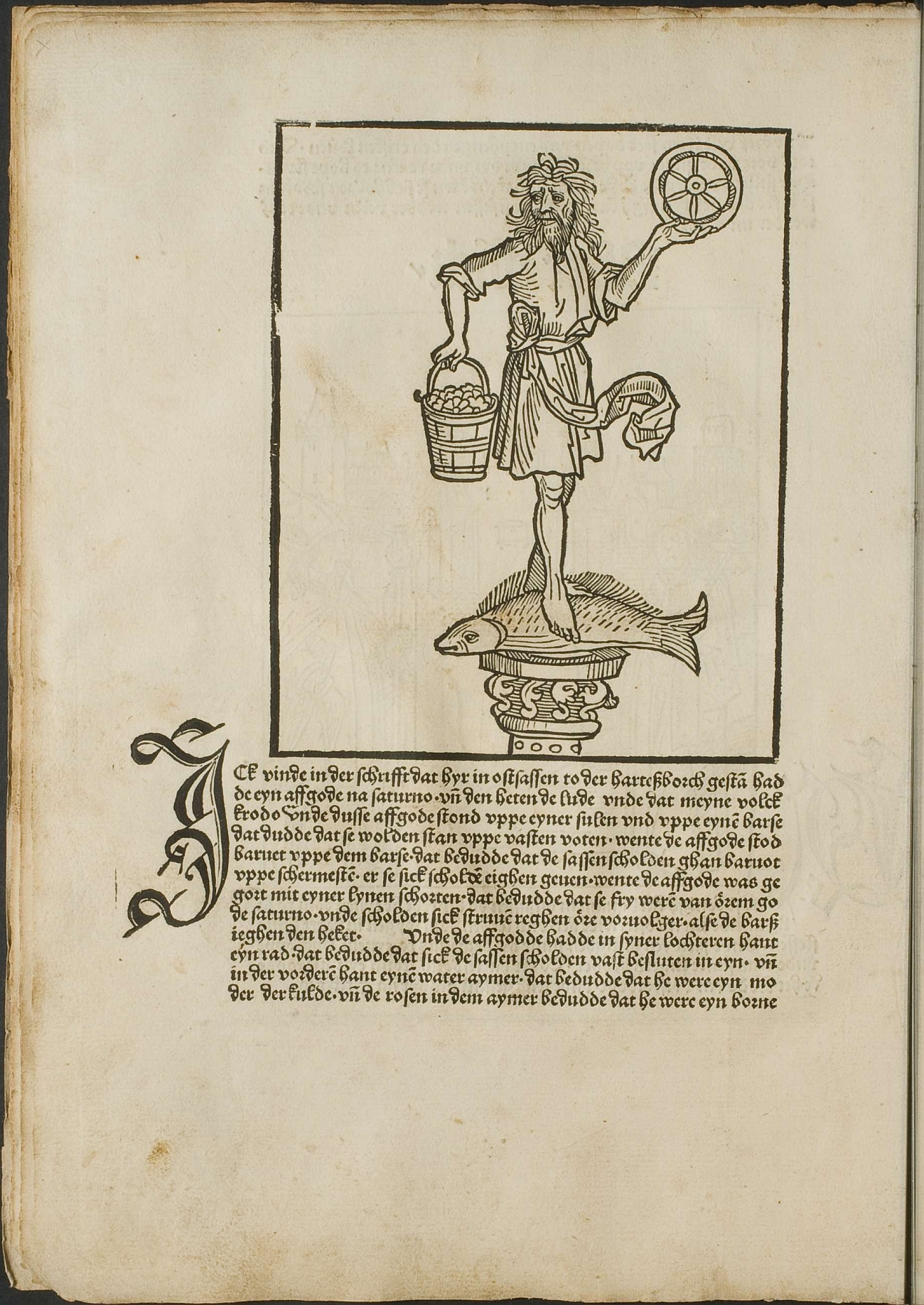
Krodo na ilustraci ze Saské kroniky

Krodo je germánský bůh nejasné autenticity, který byl podle Chronecken der Sassen Corda Boteho z roku 1492 ctěn předkřesťanskými Sasy. Moderní historikové ho považují za pozdější fikci.

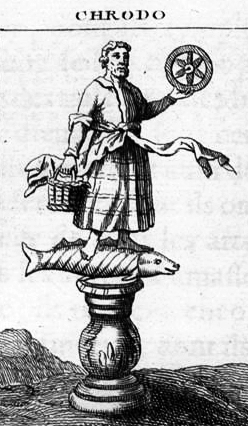
Krodo od Bernarda de Montfaucon, 1722

Boteho kronika Kroda ztotožňuje se Saturnem a zobrazuje jej na ilustraci jako muže opásaného lněnou zástěrou bosýma nohama stojícím na rybě, v levé ruce držícího kolo a v pravé vědro s květinami. Chrám tohoto božstva měl ležet na dolnosaském hradu Harzburg a jeho modla zničena roku 780 Karlem Velikým. Později se však lidé k jeho uctívání údajně vrátili a zanechali toho až roku 1150.

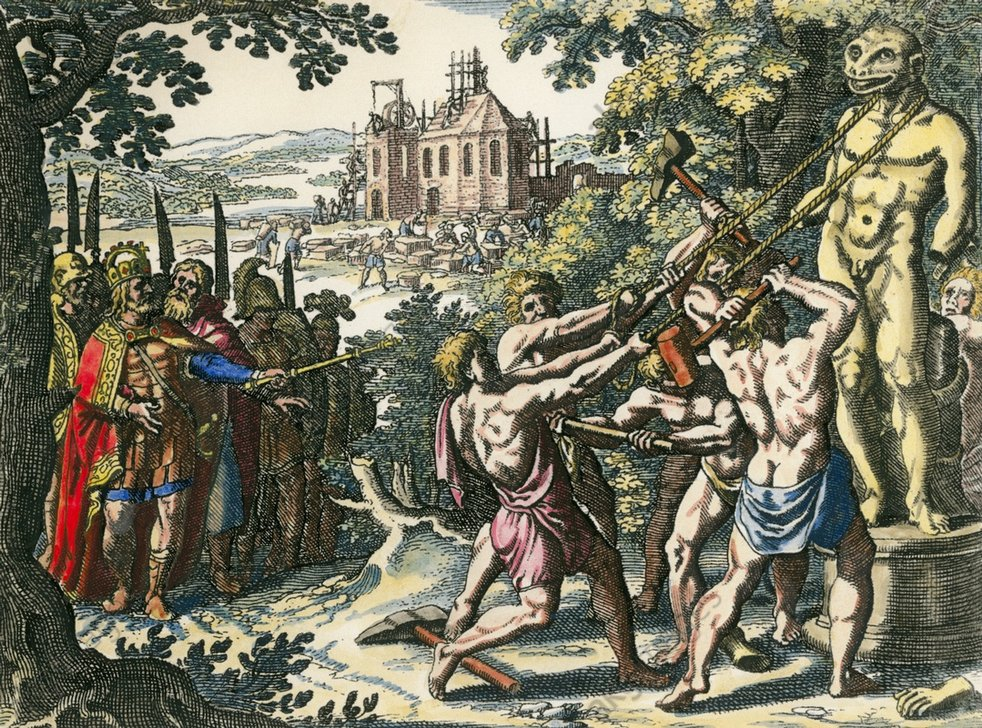
Karel Veliký rozkazuje strhnout Krodovu modlu, rytina ze 17. století

Krodo je považován za Boteho literární fikci. Je po něm pojmenován Krodoaltar v Goslarské katedrále, několik ulic a veřejných institucí ve městě Bad Harzburg a na hradě Harzburg byla v roce 2007 vztyčena jeho socha.
Jacob Grimm považoval postavu Kroda za slovansko-germánskou a za její germánské jméno považoval Hruodo. Stejně jako později Karel Jaromír Erben jej spojil s Krtem a Sytivratem z falšovaných glos v Mater Verborum.